# Etmopterus brachyurus
Etmopterus brachyurus és una espècie de peix de la família dels dalàtids i de l'ordre dels esqualiforms.

## Morfologia
- Els mascles poden assolir 50 cm de longitud total.[1][2]

## Reproducció
És ovovivípar.

## Alimentació
Menja principalment peixos osteïctis, calamars, polps, gambes i estrelles de mar amb potes.

## Hàbitat
És un peix marí d'aigües profundes que viu entre 451–900 m de fondària.

## Distribució geogràfica
Es troba al Japó, Filipines i Austràlia Occidental.